# Premis Oscar de 2007
Els Premis Oscar de 2007 (en anglès: 80th Academy Awards) foren presentats el dia 24 de febrer de 2008 en una cerimònia realitzada al Kodak Theatre de la ciutat de Los Angeles.
L'esdeveniment fou presentat, per segona vegada, pel presentador Jon Stewart.

## Curiositats
Les pel·lícules més nominades de la nit foren No Country for Old Men de Joel i Ethan Coen i Pous d'ambició de Paul Thomas Anderson  que aconseguiren 8 nominacions. La primera d'elles fou la gran guanyadora de la nit amb quatre premis: millor pel·lícula, direcció, actor secundari (Javier Bardem) i guió adaptat; mentre que la segona aconseguí dos premis, entre ells el de millor actor (Daniel Day-Lewis).
Joel i Ethan Coen es convertiren en la segona parella de directors en aconseguir el premi a millor direcció, havent ocorregut únicament en l'edició de 1961 quan Robert Wise i Jerome Robbins aconseguiren el premi per West Side Story. Per segona vegada a la història tots els guanyadors en les categories interpretatives foren nascuts fora dels Estats Units.
Daniel Day-Lewis es convertí en el vuitè intèrpret en aconseguir el premi Oscar en dues ocasions i per la seva banda Marion Cotillard, premi a millor actriu per La vida en rosa d'Olivier Dahan, es convertí en la segona intèrpret femenina en aconseguir l'Oscar a millor actriu per una interpretació no en anglès. Cate Blanchett es convertí en l'onzena intèrpret en rebre sengles nominacions el mateix com a actriu principal i secundària, i alhora la primera actriu i cinquena intèrpret en rebre dues nominacions per haver recreat el mateix paper en dues pel·lícules diferents.
Hal Holbrook, nominat a millor actor secundari, es convertí amb 82 anys, amb l'actor de més edat nominat mai, i el guanyador del premi honorífic Robert F. Boyle es convertí en el de més edat en rebre aquest guardó amb 98 anys.

## Premis
A continuació es mostren les pel·lícules que varen guanyar i que estigueren nominades a l'Oscar l'any 2007:
| Millor pel·lícula | Millor direcció |
| --- | --- |
| - No Country for Old Men (Scott Rudin, Joel Coen i Ethan Coen per Miramax i Paramount Vantage) - Expiació (Tim Bevan, Eric Fellner i Paul Webster per Focus Features) - Juno (Lianne Halfon, Mason Novick i Russell Smith per Fox Searchlight) - Michael Clayton (Jennifer Fox, Kerry Orent i Sydney Pollack per Warner Bros.) - Pous d'ambició (Paul Thomas Anderson, Daniel Lupi i JoAnne Sellar per Miramax i Paramount Vantage) | - Joel i Ethan Coen per No Country for Old Men - Paul Thomas Anderson per Pous d'ambició - Tony Gilroy per Michael Clayton - Jason Reitman per Juno - Julian Schnabel per L'escafandre i la papallona |
| Millor actor | Millor actriu |
| - Daniel Day-Lewis per Pous d'ambició com a Daniel Plainview - George Clooney per Michael Clayton com a Michael Clayton - Johnny Depp per Sweeney Todd: The Demon Barber of Fleet Street com a Benjamin Barker / Sweeney Todd - Tommy Lee Jones per A la vall d'Elah com a Hank Deerfield - Viggo Mortensen per Promeses de l'est com a Nikolai Luzhin                                                                              | - Marion Cotillard per La vida en rosa com a Édith Piaf - Cate Blanchett per Elizabeth: l'edat d'or com a Elisabet I - Julie Christie per Lluny d'ella com a Fiona Anderson - Laura Linney per The Savages com a Wendy Savage - Ellen Page per Juno com a Juno MacGuff |
| Millor actor secundari | Millor actriu secundària |
| - Javier Bardem per No Country for Old Men com a Anton Chigurh - Casey Affleck per The Assassination of Jesse James by the Coward Robert Ford com a Bob Ford - Philip Seymour Hoffman per La guerra d'en Charlie Wilson com a Gust Avrakotos - Hal Holbrook per Enmig de la Natura com a Ron Franz - Tom Wilkinson per Michael Clayton com a Arthur Edens                                                                           | - Tilda Swinton per Michael Clayton com a Karen Crowder - Cate Blanchett per I'm Not There com a Jude Quinn - Ruby Dee per American Gangster com a Mama Lucas - Saoirse Ronan per Expiació com a Briony Tallis - Amy Ryan per Adéu, nena, adéu com a Helene McCready |
| Millor guió original | Millor guió adaptat |
| - Diablo Cody per Juno - Nancy Oliver per Lars and the Real Girl - Tony Gilroy per Michael Clayton - Brad Bird (guió i història), Jan Pinkava (història) i Jim Capobianco (història) per Ratatouille - Tamara Jenkins per The Savages | - Joel i Ethan Coen per No Country for Old Men (sobre hist. de Cormac McCarthy) - Ronald Harwood per L'escafandre i la papallona (sobre hist. de Jean-Dominique Bauby) - Christopher Hampton per Expiació (sobre hist. de Ian McEwan) - Sarah Polley per Lluny d'ella (sobre hist. d'Alice Munro) - Paul Thomas Anderson per Pous d'ambició (sobre hist. d'Upton Sinclair)                                                                   |
| Millor pel·lícula de parla no anglesa | Millor pel·lícula d'animació |
| - Els falsificadors de Stefan Ruzowitzky (Àustria) - 12 de Nikita Mikhalkov (Rússia) - Beaufort de Joseph Cedar (Israel) - Katyń d'Andrzej Wajda (Polònia) - Mongol de Serguei Bodrov (Kazakhstan) | - Ratatouille de Brad Bird - Bojos pel surf d'Ash Brannon i Chris Buck - Persepolis de Marjane Satrapi i Vincent Paronnaud |
| Millor banda sonora | Millor cançó original |
| - Dario Marianelli per Expiació - Alberto Iglesias per The Kite Runner - James Newton Howard per Michael Clayton - Michael Giacchino per Ratatouille - Marco Beltrami per El tren de les 3:10 | - Glen Hansard i Markéta Irglová (música i lletra) per Once ("Falling Slowly") - Jamal Joseph, Charles Mack i Tevin Thomas (música i lletra) per August Rush ("Raise It Up") - Alan Menken (música) i Stephen Schwartz (lletra) per Enchanted ("Happy Working Song") - Alan Menken (música) i Stephen Schwartz (lletra) per Enchanted ("So Close") - Alan Menken (música) i Stephen Schwartz (lletra) per Enchanted ("That's How You Know ") |
| Millor fotografia | Millor maquillatge |
| - Robert Elswit per Pous d'ambició - Roger Deakins per The Assassination of Jesse James by the Coward Robert Ford - Seamus McGarvey per Expiació - Janusz Kamiński per L'escafandre i la papallona - Roger Deakins per No Country for Old Men | - Didier Lavergne i Jan Archibald per La vida en rosa - Rick Baker i Kazuhiro Tsuji per Norbit - Ve Neill i Martin Samuel per Pirates of the Caribbean: At World's End |
| Millor direcció artística | Millor vestuari |
| - Dante Ferretti; Francesca Lo Schiavo per Sweeney Todd: The Demon Barber of Fleet Street - Arthur Max; Beth Rubino per American Gangster - Dennis Gassner; Anna Pinnock per La brúixola daurada - Sarah Greenwood; Katie Spencer per Expiació - Jack Fisk; Jim Erickson per Pous d'ambició | - Alexandra Byrne per Elizabeth: l'edat d'or - Albert Wolsky per Across the Universe - Jacqueline Durran per Expiació - Marit Allen per La vida en rosa - Colleen Atwood per Sweeney Todd: The Demon Barber of Fleet Street |
| Millor muntatge | Millor so |
| - Christopher Rouse per L'ultimàtum de Bourne - Juliette Welfling per L'escafandre i la papallona - Jay Cassidy per Enmig de la Natura - Roderick Jaynes (Joel i Ethan Coen) per No Country for Old Men - Dylan Tichenor per Pous d'ambició | - Scott Millan, David Parker i Kirk Francis per L'ultimàtum de Bourne - Skip Lievsay, Craig Berkey, Greg Orloff i Peter Kurland per No Country for Old Men - Randy Thom, Michael Semanick i Doc Kane per Ratatouille - Kevin O'Connell, Greg P. Russell i Peter J. Devlin per Transformers - Paul Massey, David Giammarco i Jim Stuebe per El tren de les 3:10                                                                               |
| Millors efectes visuals | Millors efectes sonors |
| - Michael Fink, Bill Westenhofer, Ben Morris i Trevor Wood per La brúixola daurada - John Knoll, Hal Hickel, Charles Gibson i John Frazier per Pirates of the Caribbean: At World's End - Scott Farrar, Scott Benza, Russell Earl i John Frazier per Transformers | - Karen Baker Landers i Per Hallberg per L'ultimàtum de Bourne - Skip Lievsay per No Country for Old Men - Matthew Wood i Christopher Scarabosio per Pous d'ambició - Randy Thom i Michael Silvers per Ratatouille - Ethan Van der Ryn i Mike Hopkins per Transformers |
| Millor documental | Millor curtmetratge documental |
| - Taxi to the Dark Side d'Alex Gibney i Eva Orner - No End in Sight de Charles H. Ferguson i Audrey Marrs - Operation Homecoming: Writing the Wartime Experience de Richard E. Robbins - Sicko de Michael Moore i Meghan O'Hara - War/Dance d'Andrea Nix Fine i Sean Fine | - Freeheld de Cynthia Wade i Vanessa Roth - La Corona d'Amanda Micheli i Isabel Vega - Salim Baba de Tim Sternberg i Francisco Bello - Sari's Mother de James Longley |
| Millor curtmetratge | Millor curtmetratge d'animació |
| - Le Mozart des pickpockets de Philippe Pollet-Villard - Om natten de Christian E. Christiansen i Louise Vesth - The Substitute d'Andrea Jublin - Tanghi Argentini de Guido Thys i Anja Daelemans - The Tonto Woman de Daniel Barber i Matthew Brown | - Peter and the Wolf de Suzie Templeton i Hugh Welchman - Même les pigeons vont au paradis de Samuel Tourneux i Simon Vanesse - I Met the Walrus de Josh Raskin - Madame Tutli-Putli de Chris Lavis i Maciek Szczerbowski - Moya Lyubov d'Alexander Petrov |

## Premi Honorífic
- Robert F. Boyle - en reconeixement d'una de les grans carreres en la direcció artística. [estatueta]

## Premi Gordon E. Sawyer
- David Grafton

## Presentadors
| Nom |                                                                         |
| --- | ----------------------------------------------------------------------- |
| Tom Kane Randy Thomas | Presentadors dels premis                                                |
| Jennifer Garner | Millor vestuari                                                         |
| George Clooney | Introducció al muntatge sobre la història dels Premis                   |
| Steve Carell Anne Hathaway | Millor pel·lícula d'animació                                            |
| Katherine Heigl | Millor maquillatge                                                      |
| Jon Stewart | Introducció a la cançó nominada "Happy Working Song"                    |
| Dwayne Johnson | Millors efectes visuals                                                 |
| Cate Blanchett | Millor direcció artística                                               |
| Jennifer Hudson | Millor actor secundari                                                  |
| Keri Russell | Introducció a la cançó nominada "Raise It Up"                           |
| Owen Wilson | Millor curtmetratge                                                     |
| Barry B. Benson (veu de Jerry Seinfeld) | Millor curtmetratge d'animació                                          |
| Alan Arkin | Millor actriu secundària                                                |
| Jessica Alba | Premis Científics i Tècnics i Premi Gordon E. Sawyer                    |
| Josh Brolin James McAvoy | Millor guió adaptat                                                     |
| Sid Ganis | Explicació del procés de selecció dels nominats                         |
| Miley Cyrus | Introducció a la cançó nominada "That's How You Know"                   |
| Jonah Hill Seth Rogen | Millor efectes sonors i millor so                                       |
| Colin Farrell | Introducció a la cançó nominada "Falling Slowly"                        |
| Jack Nicholson | Introducció al muntatge sobre els 80 anys de premis a millor pel·lícula |
| Renée Zellweger | Millor muntatge                                                         |
| Nicole Kidman | Premi Honorífic a Robert F. Boyle                                       |
| Penélope Cruz | Millor pel·lícula de parla no anglesa                                   |
| Patrick Dempsey | Introducció a la cançó nominada "So Close"                              |
| John Travolta | Millor cançó original                                                   |
| Cameron Diaz | Millor fotografia                                                       |
| Hilary Swank | Introducció al segment "In Memoriam"                                    |
| Amy Adams | Millor banda sonora                                                     |
| Tom Hanks Especial Charles Highland Sergent Andrea Knudsen Official 3a classe Joseph Smith Tinent Curtis Williamson Sergent Kenji Thuloweit | Millor curtmetratge documental                                          |
| Tom Hanks | Millor documental                                                       |
| Harrison Ford | Millor guió original                                                    |
| Helen Mirren | Millor actor                                                            |
| Forest Whitaker | Millor actriu                                                           |
| Martin Scorsese | Millor direcció                                                         |
| Denzel Washington | Millor pel·lícula                                                       |

### Actuacions
| Nom                                        | Paper                        | Peça                                |
| ------------------------------------------ | ---------------------------- | ----------------------------------- |
| Bill Conti                                 | Arranjador musical Conductor | Orquestra                           |
| Amy Adams                                  | Intèrpret                    | "Happy Working Song" from Enchanted |
| Impact Repertory Theatre Jamia Simone Nash | Intèrprets                   | "Raise It Up" d'August Rush         |
| Kristin Chenoweth Marlon Saunders          | Intèrprets                   | "That's How You Know" de Enchanted  |
| Glen Hansard Markéta Irglová               | Intèrprets                   | "Falling Slowly" de Once            |
| Jon McLaughlin                             | Intèrpret                    | "So Close" de Enchanted             |

## Múltiples nominacions i premis
| Premis | Pel·lícula                                                 |
| ------ | ---------------------------------------------------------- |
| 8      | No Country for Old Men                                     |
| 8      | Pous d'ambició                                             |
| 7      | Expiació                                                   |
| 7      | Michael Clayton                                            |
| 5      | Ratatouille                                                |
| 4      | L'escafandre i la papallona                                |
| 4      | Juno                                                       |
| 3      | Enchanted                                                  |
| 3      | Sweeney Todd: The Demon Barber of Fleet Street             |
| 3      | Transformers                                               |
| 3      | L'ultimàtum de Bourne                                      |
| 3      | La vida en rosa                                            |
| 2      | American Gangster                                          |
| 2      | The Assassination of Jesse James by the Coward Robert Ford |
| 2      | La brúixola daurada                                        |
| 2      | Elizabeth: l'edat d'or                                     |
| 2      | Enmig de la Natura                                         |
| 2      | Lluny d'ella                                               |
| 2      | Pirates of the Caribbean: At World's End                   |
| 2      | The Savages                                                |
| 2      | El tren de les 3:10                                        |

| Premis | Pel·lícula             |
| ------ | ---------------------- |
| 4      | No Country for Old Men |
| 3      | L'ultimàtum de Bourne  |
| 2      | La vida en rosa        |
| 2      | Pous d'ambició         |